# Терновский (Чертковский район)
Терно́вский — хутор в Чертковском районе Ростовской области.
Входит в состав Сохрановского сельского поселения.

## Население
| 2010 |
| ---- |
| 180  |

## Улицы
На хуторе имеется одна улица — Мира.